# 伊豆箱根バス

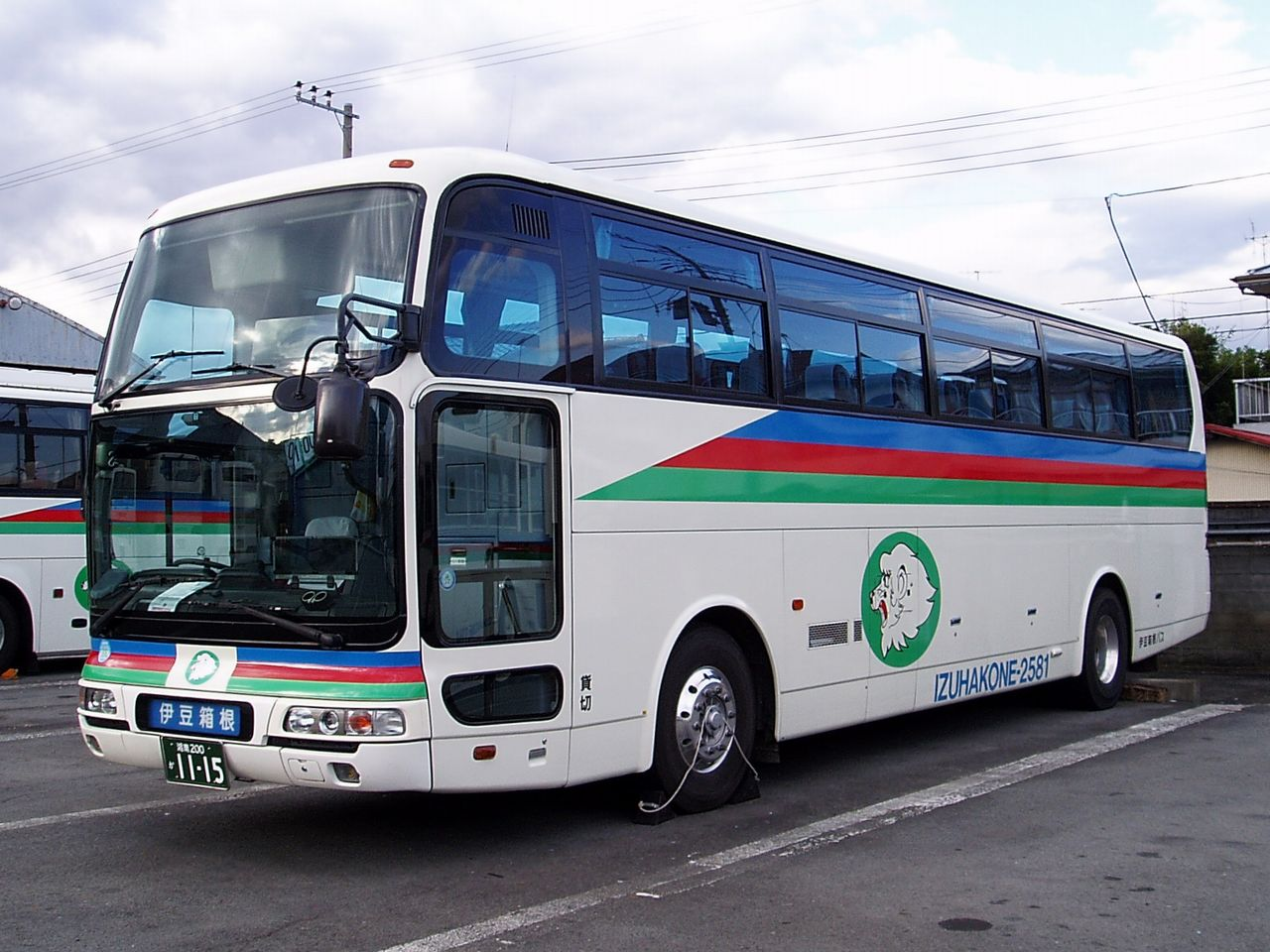
伊豆箱根バスの観光バス

伊豆箱根バス株式会社（いずはこねバス、英: IZUHAKONE Bus Co.,LTD ）は神奈川県小田原市・足柄下郡箱根町、静岡県熱海市・三島市・沼津市・伊豆の国市などでバス事業を行う、伊豆箱根鉄道の子会社である。本社所在地は静岡県三島市。
本稿では、伊豆箱根鉄道グループが行ってきたバス事業全般およびその前史についても記述する。

## 沿革

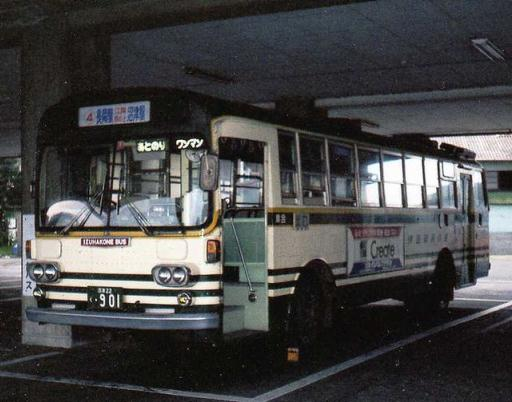
1980年代までの伊豆箱根鉄道バス
（2008年のバス事業開業80周年にあたり、三島・熱海に各1台ずつ、ライオンズカラーをこの塗装に戻し、レトロバスとして復刻運行されている）

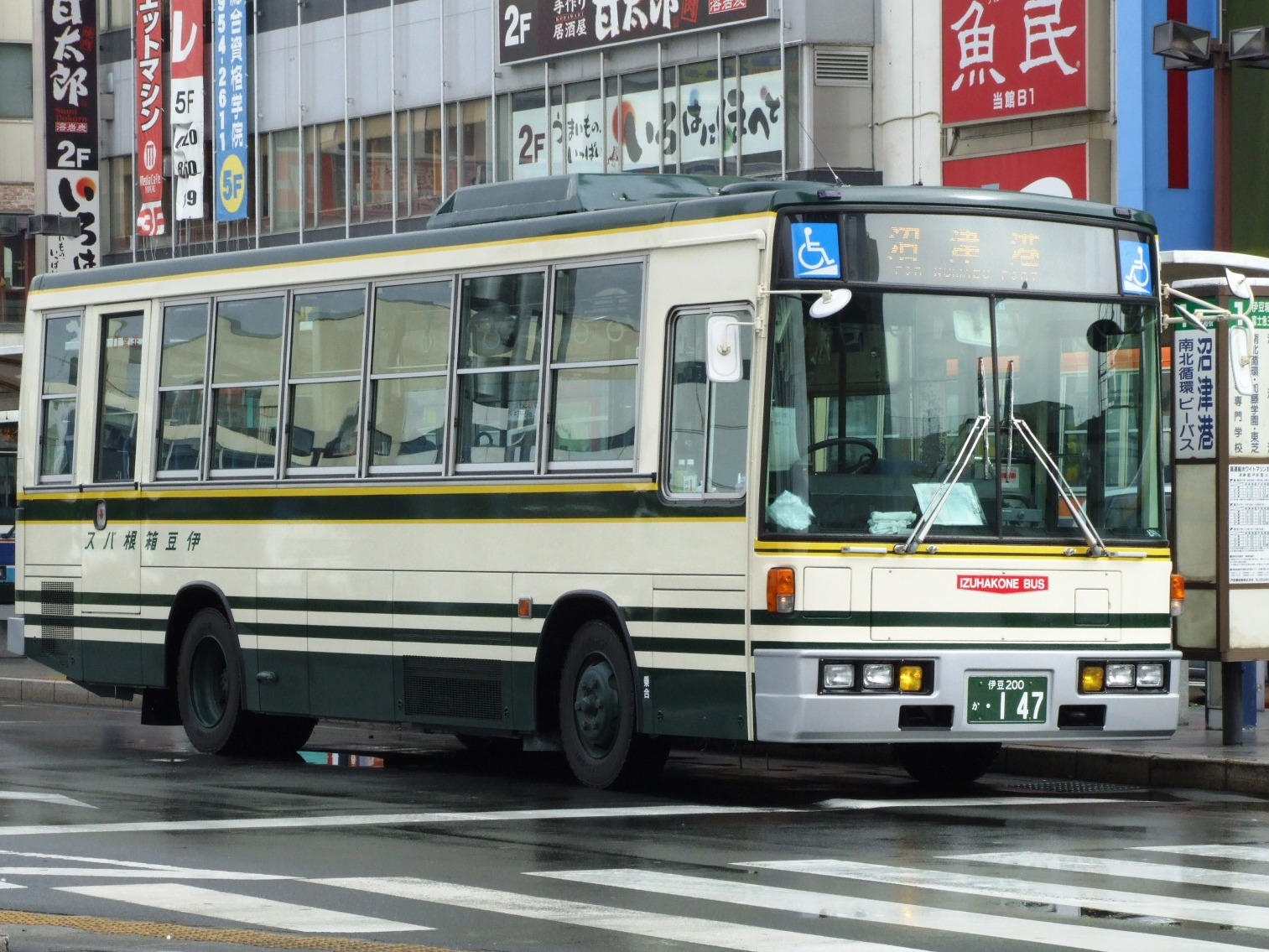
80周年記念旧塗装車（2009年2月25日、沼津駅前にて撮影）

伊豆箱根鉄道グループのバス事業は、駿豆鉄道が1928年（昭和3年）に長岡自動車および古奈自動車を合併したことから始まる。
その後、太平洋戦争中なども伊豆箱根周辺の事業者を合併するとともに、自社で路線を拡充していく。
戦後になると、伊豆箱根地域の支配を巡り東急グループと西武グループの争いが起きるが、駿豆鉄道は箱根に関してはその当事者となっていた。事の発端は駿豆鉄道が1947年（昭和22年）に小田原 - 小涌谷間の路線バス開設を申請したことにある。
その後、モータリゼーションの発展や箱根の観光地としての地位低下などによりバス事業の兼業が非常に厳しくなり、1990年代に入ると1989年（平成元年）に設立した子会社の伊豆箱根自動車に路線を移管する動きが見え始めるようになる。そして、2006年（平成18年）には更なる事業の再構築としてグループ内での事業整理が行われた。まず、7月15日に愛知県名古屋市を拠点に貸切バス事業を行っていた伊豆箱根観光バスが営業を終了した。そして、10月1日に子会社の伊豆下田バスの路線を小田急グループの南伊豆東海バス（当時）に譲渡するとともに、直営で残っていた路線を伊豆箱根自動車に移管した。同時に、伊豆箱根自動車は社名を伊豆箱根バスに変更した。
また、親会社の伊豆箱根鉄道とともに水陸両用バスの運行を行っていたが、2021年4月1日に同じ西武グループ内のプリンスホテルに事業を譲渡している。

### 年表
- 1928年12月28日 - 伊豆箱根鉄道の前身である駿豆鉄道が長岡自動車と古奈自動車を合併、伊豆長岡 - 墹ノ上・三津間の乗合自動車と貸切自動車の営業を開始[9]。
- 1936年頃 - 箱根遊船が乗合自動車の営業を開始[9]。
- 1938年4月6日 - 駿豆鉄道が箱根遊船と合併、駿豆鉄道箱根遊船株式会社に社名変更[9]。
- 1940年11月 - 駿豆鉄道箱根遊船が駿豆鉄道株式会社に社名変更[9]。
- 1941年
  - 8月23日 - 駿豆鉄道が大雄山鉄道を合併[9]、小田原 - 久野間の乗合自動車の営業を継承。
  - 9月18日 - 大雄山自動車の事業が駿豆鉄道に譲渡[9]。
- 1943年 - 駿豆鉄道が湯河原自動車を合併[9]。
- 1947年9月 - 駿豆鉄道が元箱根 - 小涌谷間で運行していたバス路線の、小田原までの延長を申請[10]。
- 1950年（昭和25年）
  - 3月20日 - 駿豆鉄道が小涌谷 - 小田原間での路線バス運行を開始[11]。
  - 12月20日 - バスが小田原駅 - 足柄駅間の久野川踏切で電車と衝突する事故。乗員乗客50人のうち死者3人、重軽傷37人[12]。
- 1957年6月1日 - 駿豆鉄道が伊豆箱根鉄道株式会社に社名変更[13]。
- 1964年4月2日 - 伊豆箱根鉄道がワンマンバスの運転を開始する[13]。
- 1965年8月20日 - 伊豆箱根鉄道が昭和自動車と業務提携[13]。
- 1966年3月20日 - 昭和自動車が伊豆箱根鉄道系列に入り、伊豆下田バス株式会社に社名変更[13]。
- 1989年4月11日 - 伊豆箱根自動車株式会社設立。
- 1990年3月29日 - 初の高速バスとして名古屋駅 - 箱根関所跡間で「箱根ビュー号」[注 1]の運行を開始[14]（JR東海バスとの共同運行[15]）。
- 1993年4月1日 - 「箱根ビュー号」からJR東海バスが撤退。愛称を「伊豆箱根号」に変更。
- 1995年10月1日 - 名古屋営業所を伊豆箱根観光バスに分社化。
- 1998年4月16日 - 東京営業所を伊豆箱根観光バスに移管。
- 2005年
  - 3月10日 - 大仁営業所を本社営業所に統合。
  - 9月30日 - 伊豆箱根観光バスの東京営業所が廃止。
- 2006年
  - 2月23日 - 伊豆箱根鉄道の取締役会にて、子会社の伊豆下田バス[7]と伊豆箱根観光バスの解散を決議[16]。伊豆下田バスの路線については南伊豆東海バス（当時）に移管する事を決定[17]。
  - 2月24日 - 東海自動車との間で伊豆下田バスの路線の営業譲渡に関する基本合意書を締結[7]。
  - 7月15日 - 伊豆箱根観光バス営業終了[6]。
  - 9月30日 - 伊豆箱根観光バス解散[6]。
  - 10月1日
    - 伊豆箱根鉄道の乗合バス・貸切バス事業と自動車整備事業を伊豆箱根自動車に全面譲渡し、伊豆箱根自動車は伊豆箱根バスに社名を変更[5]。
    - 伊豆下田バスの路線を南伊豆東海バスに譲渡[7][18]。

  - 12月31日 - 伊豆下田バス解散[6]。
- 2007年
  - 2月20日 - 伊豆箱根観光バス清算[6]。
  - 3月18日 - 湯河原営業所管内にてPASMOを導入。
  - 3月26日 - 伊豆下田バス清算[6]。
  - 7月1日 - 小田原営業所管内にてPASMOを導入[19]。
- 2009年12月1日
  - 湯河原営業所が熱海営業所に統合[20]。
  - 熱海営業所管内にてPASMOを導入。
- 2010年6月15日 - 箱根登山バス・小田急箱根高速バス・沼津登山東海バス（当時）と連携し、箱根地区の路線に系統記号を設定。路線図も各社共通の様式で作成した上で各停留所や案内所に掲出[21]。
- 2011年6月1日 - 西武観光バス練馬営業所敷地内に、貸切バスの東京練馬営業所を開設。
- 2018年
  - 4月1日 -　熱海営業所を小田原営業所と三島営業所に統合（窓口業務は4月3日14時まで継続）[22]。
  - 4月27日 - 伊豆箱根鉄道とともに箱根町の芦ノ湖とその周辺で水陸両用バス「NINJABUS WATER SPIDER（ニンジャバス・ウオーター・スパイダー）」の運航を開始[23][24]。
  - 8月1日 - 町田営業所開設[2]。
- 2019年4月1日 - 箱根登山バス・小田急箱根高速バス・東海バスオレンジシャトル（当時）とともに箱根地区のバス停留所にナンバリングを実施[25]。
- 2020年3月18日 - 沼津駅と沼津港を結ぶ路線の一部の便でEVバスによる運行を開始[26]。
- 2021年4月1日 - 沼津・三島地区の路線バスにてPASMOを導入[27]、伊豆箱根バスの路線バスのすべてのエリアでPASMOが使用可能となる。
- 2021年4月1日 - 水陸両用NINJABUS WATERSPIDERが株式会社プリンスホテルに移管[8]

## 営業所
伊豆箱根鉄道グループのバス事業は、現在は伊豆箱根鉄道より分社された伊豆箱根バスが行っている。路線バスは小田原・箱根・熱海・三島・沼津を主な営業範囲としている。以下の営業所があり、乗合バス事業と貸切バス事業を中心に行っている。
- 小田原営業所
  - 神奈川県小田原市久野463
- 三島営業所
  - 静岡県三島市大場300
- 町田営業所（貸切バスを運行）
  - 東京都町田市南つくし野3-1-3[28]

かつて存在した営業所
- 熱海営業所
  - 静岡県熱海市春日町17-15
- 湯河原営業所
  - 神奈川県足柄下郡湯河原町土肥4-9-1
- 東京練馬営業所（貸切バスを運行）
  - 東京都練馬区高野台1-19-7（西武観光バス練馬営業所と同居）

- 箱根営業所（水陸両用バスを運行）
  - 神奈川県足柄下郡箱根町元箱根36 [29]

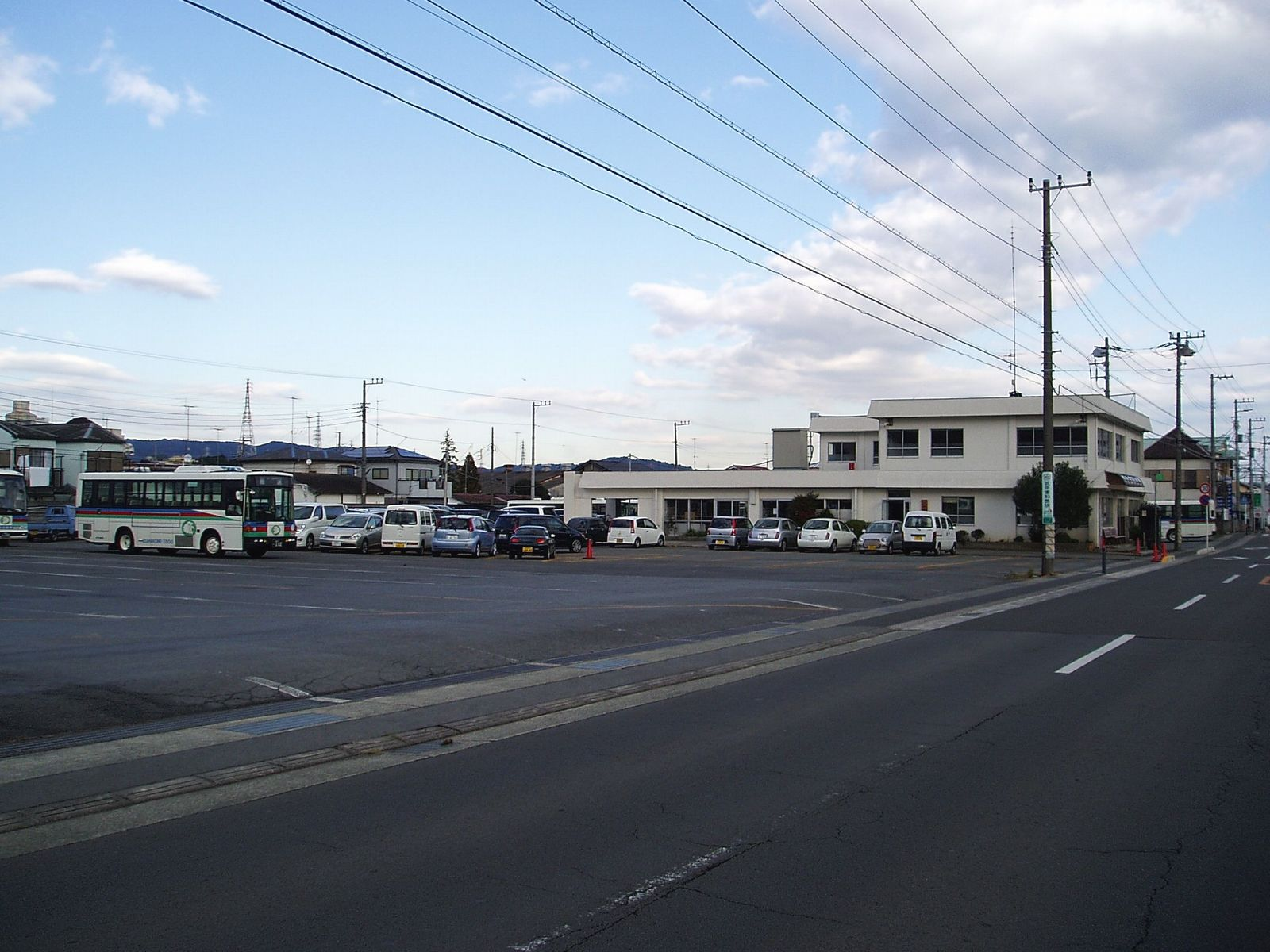
小田原営業所
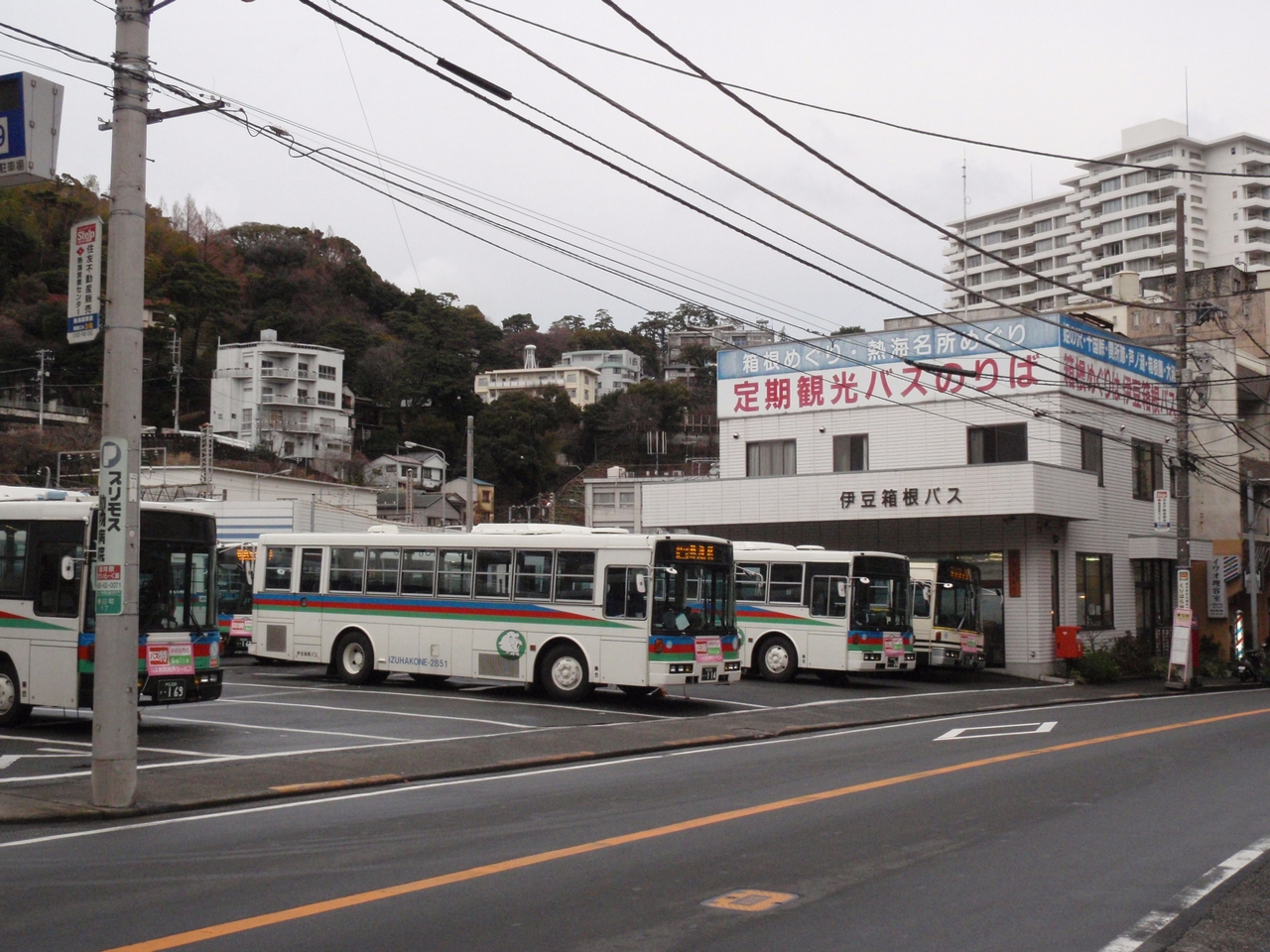
熱海営業所
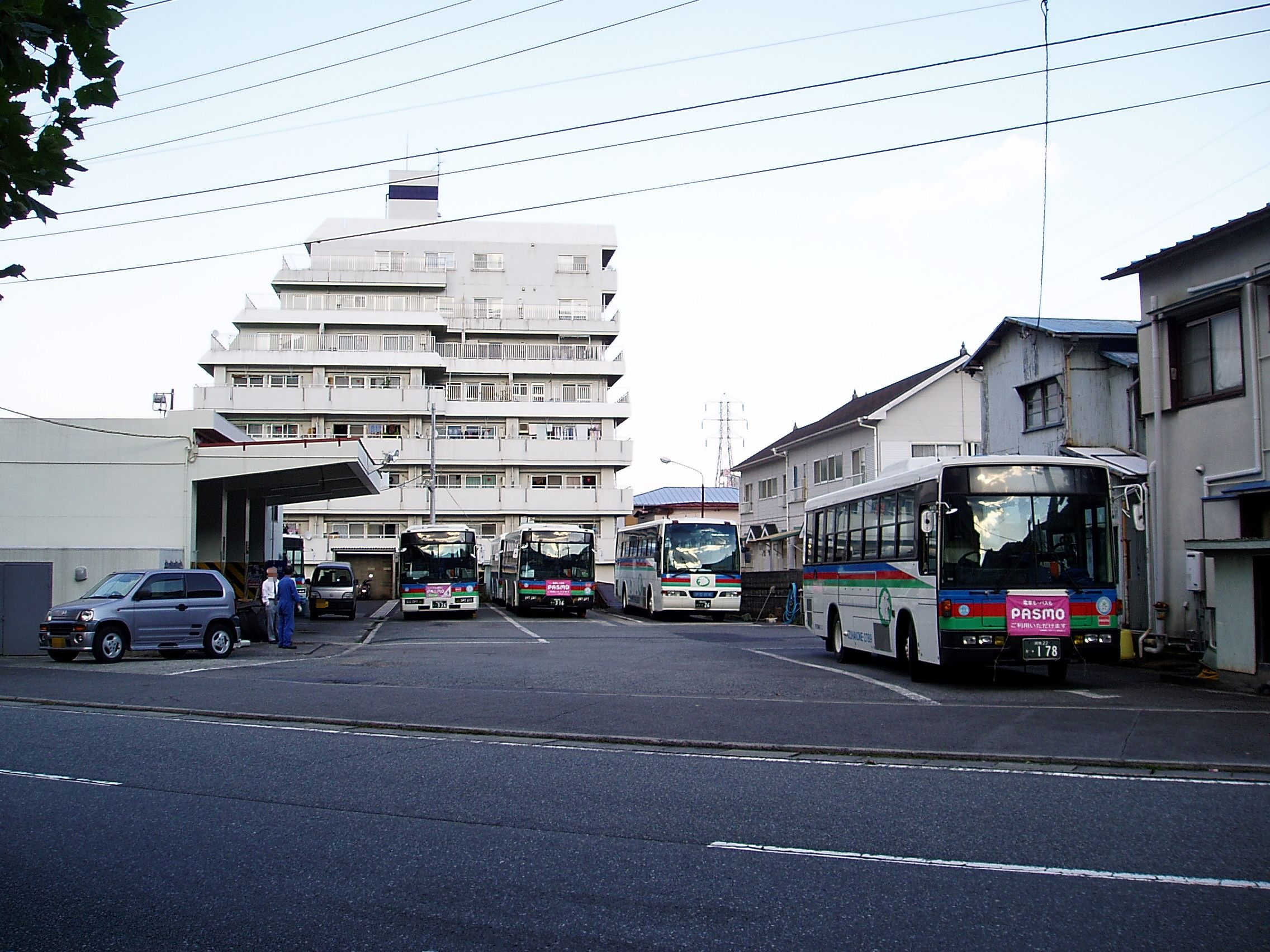
湯河原営業所
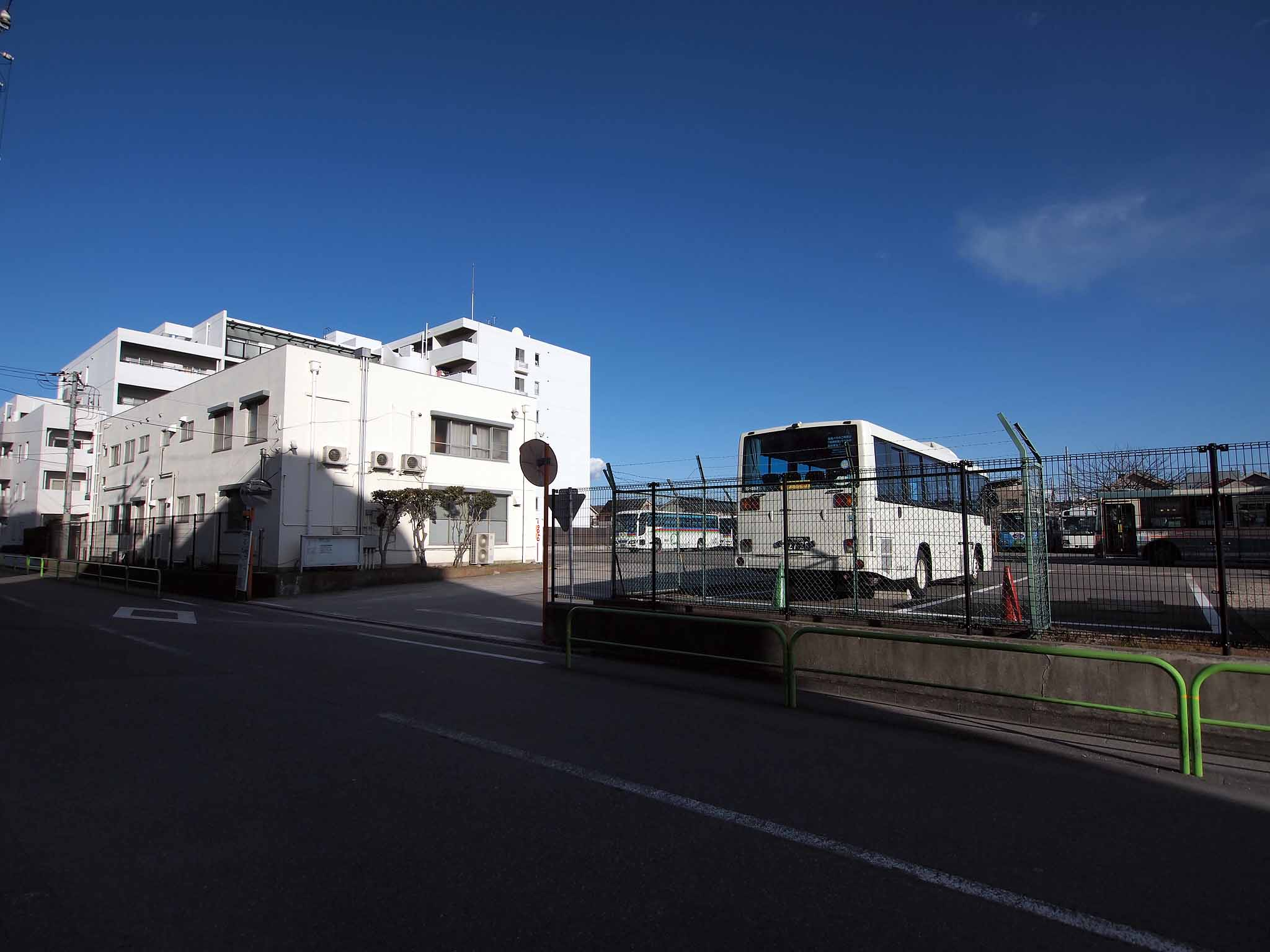
東京練馬営業所

## 路線

### 一般路線
一般路線については各営業所記事を参照。

### 高速路線
以下の高速バスを運行している。
三島羽田シャトル
- 新木場駅 - 羽田空港（羽田エアポートガーデンバスターミナル） - 横浜駅（YCAT） - 三島駅北口 - 三島駅南口 - 三島大場（伊豆箱根バス三島営業所）

東海バス・WILLER EXPRESSと共同運行。
羽田空港から三島市を経由して伊豆半島へ、あるいは三島市から横浜市や東京都といった首都圏各地への利用が想定され、当路線が地域の起爆剤となることが期待されている。
当初は2020年4月21日運行開始予定だったが、新型コロナウイルス感染拡大の影響を受けて羽田エアポートガーデンが開業を延期したことにより、運行開始は一旦白紙となった。その後、羽田エアポートガーデンが2023年1月31日に開業したことで、2023年7月21日に運行を開始した。

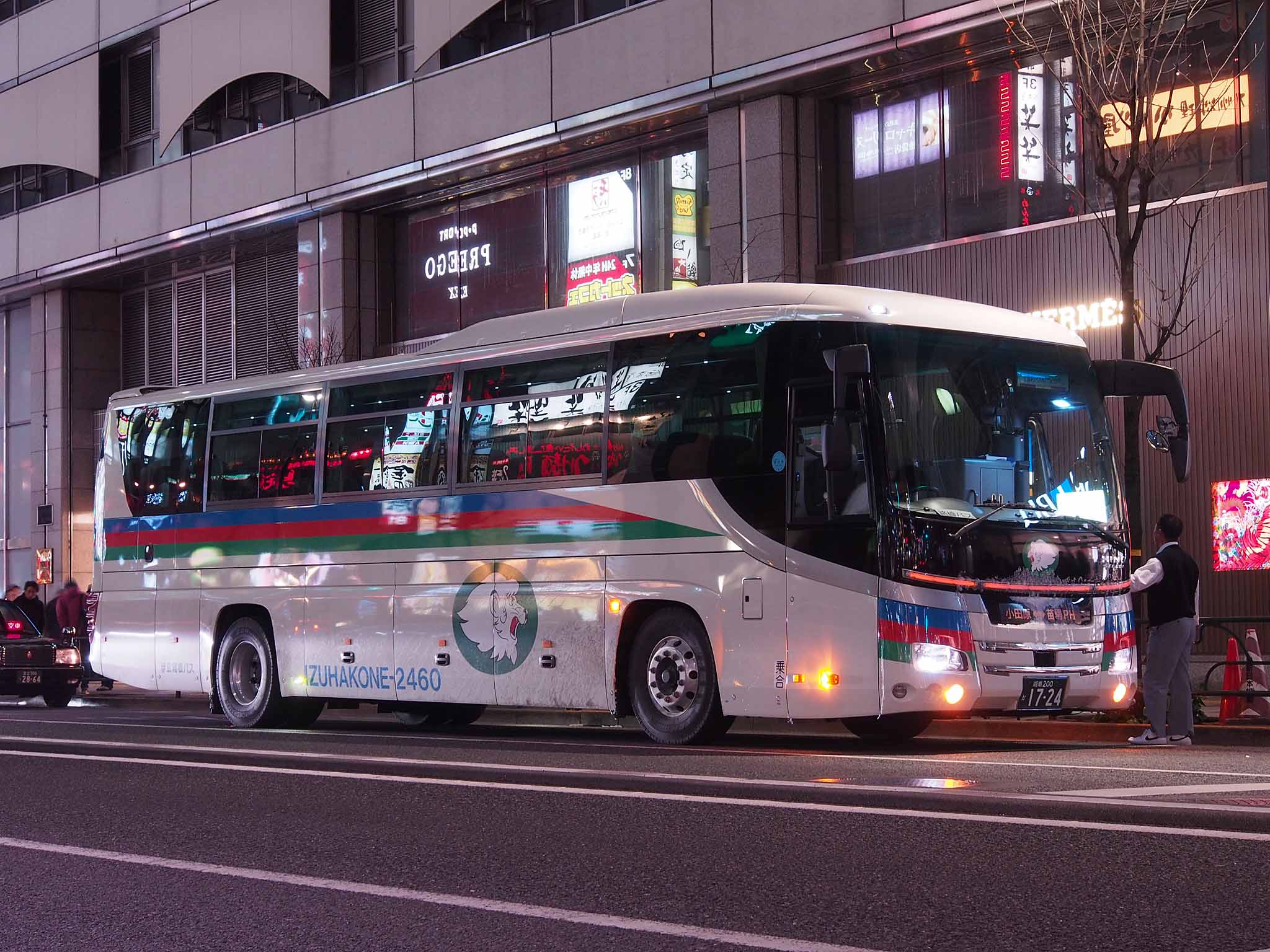
苗場ホワイトスノーシャトル
- 小田原駅西口 - YCAT（横浜駅） - 品川プリンスホテル - （池袋駅東口） - 苗場プリンスホテル・苗場スキー場日帰りスキーセンター （冬季のみ運行）

首都圏から苗場スキー場へのアクセスを狙った季節限定路線。西武観光バスとの共同運行で、伊豆箱根バスは2014年12月から加わり小田原発着便を担当、小田原発苗場行きは夜行便として運行する。2018年12月からは猿ヶ京温泉を経由、苗場発小田原行きは池袋を経由せず品川プリンスホテルへ直行する。新型コロナウイルス感染症の影響で2020年度より小田原発着便は休止されている。

### 過去の高速路線
伊豆箱根号
- 名古屋駅 - 千種駅前 - 星ヶ丘 - 名古屋インター - 三島広小路駅[注 3] - 箱根関所跡

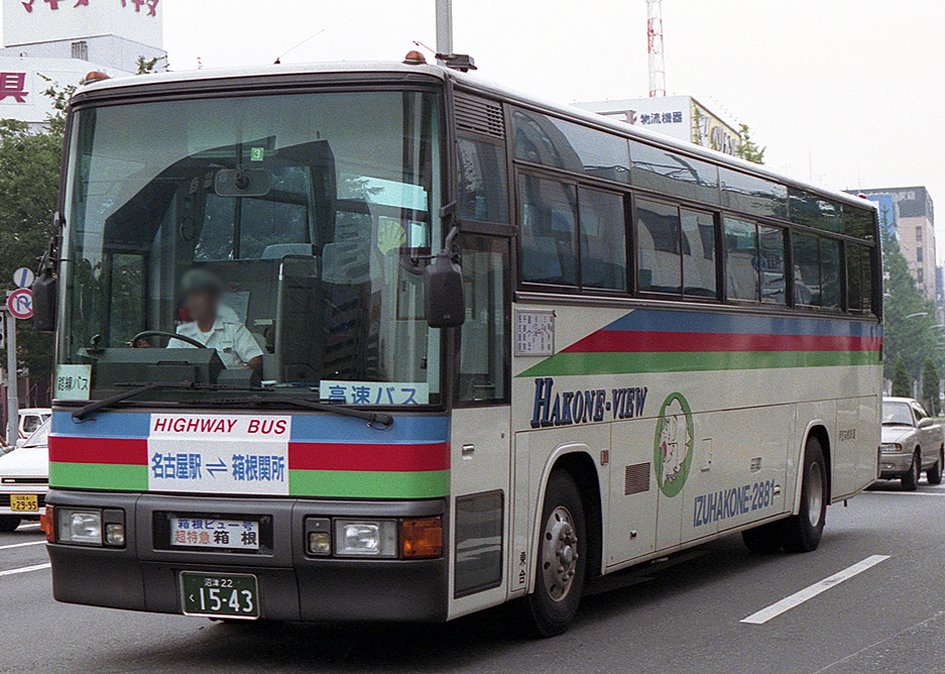
箱根ビュー号

毎年3月20日 - 11月29日までの季節運行で1日2往復運行されていた。
元々はJR東海バスの親会社であるJR東海の新幹線を補完する目的で、新幹線からでは乗り換えとなる観光地へ直行する輸送手段としてJR東海バスと共同運行にて開設された路線であり、運賃は東名ハイウェイバスに準じた設定とされている。似たコンセプトでのちにJR東海バス・東海バスが伊豆スパー号の運行も開始している。
しかし、名古屋 - 箱根の所要時間が約4時間半と時間がかかりすぎることから、乗客数は低迷した。途中停留所を変更するなどされるも功を奏せず、JR東海バスが撤退。その後も伊豆箱根鉄道単独での運行が続けられたが乗客数は増加することはなく、1996年の運行を最後に運行を終了した。
名古屋地区から「関東の奥座敷」と呼ばれる観光地への直行便という路線設定は、近年は同様の条件の高速バス路線が各地で登場しており、時間にゆとりのある利用者層に受け入れられている路線も多いが、当時としては画期的な試みであった。しかし、当時の利用者には受け入れられなかった模様である。
使用車両は、基本的に4列シート34人乗りのスーパーハイデッカーで、伊豆箱根鉄道では西工車体の日産ディーゼル・スペースウイングを使用していた。なお、当路線廃止後この車両は日東交通に売却された。
歴史
- 1990年3月29日 - 箱根ビュー号[注 1]として季節運行（冬期運休）の1日2往復で運行開始。
- 1991年5月26日 - 三島広小路駅に停車開始[37]。
- 1993年4月1日 - 愛称を「箱根ビュー号」から「伊豆箱根号」に変更の上、伊豆箱根鉄道の単独運行となる。
- 1996年11月29日 - 運行終了[14]。

## 車両
西武グループのバス会社であるため、車両はライオンズカラーとなっている。
1980年頃までは日野車・三菱車も導入していたが、この後の新規導入はグループ各社同様、ほとんどが日産ディーゼル車になった（ごく一部の路線車で三菱ふそう・エアロミディの導入例はある）。1990年以降は低床車両を中心に西武バスからの移籍車も多くなった。
1998年（平成10年）に西武バスがいすゞ車を導入再開した以後は当社も各メーカーから導入している。
2007年（平成19年）9月頃から、排ガス対策に尿素SCRシステムを搭載した日産ディーゼル・スペースランナーRAが導入された。2008年（平成20年）4月には、小田原地区に同じく尿素SCRを搭載した三菱ふそう・エアロスターのOEM供給車であるスペースランナー-Aが導入された。
車両番号（社号）については西武バス#社番を参照。
2扉の路線バス車両は、小田原・湯河原地区と熱海地区（小田原営業所の路線と、三島営業所のうち熱海駅・湯河原駅発着路線（旧・熱海営業所の路線））では前乗り前降り、三島・沼津地区（三島営業所のその他の路線）では後乗り前降りとなっている。
2016年7月9日よりアニメ作品『ラブライブ!サンシャイン!!』とコラボしたラッピングバスが運行開始。好評のためか2017年7月23日には2号車（西武バス所沢営業所（ところバス用）からの移籍車）、さらには「未来の僕らは知ってるよ」をイメージした3号車、「未体験HORIZON」をイメージした4号車（西武観光バス秩父営業所からの移籍車）も登場した。1号車と3号車は伊豆長岡駅と伊豆・三津シーパラダイスを結ぶ系統を中心に、2号車は沼津駅と伊豆長岡駅を結ぶ系統を中心に、4号車は沼津港循環を中心にそれぞれ運行している。いずれも終了時期は未定で、運行ダイヤはホームページにて公開されている。このうち、1号車は初代（2821号車・日デRM）が老朽化のため2021年10月19日をもって運行を終了、10月20日からラッピングはそのままに2代目（2749号車・レインボーHR）に交代した。
2020年3月18日より沼津駅と沼津港を結ぶ路線でEVバス「シンクトゥギャザー・eCOM-10」の運行を開始した。最高速度が19 km/hと遅いため従来からある系統とは異なる経路とダイヤで運行される。また、冷房が搭載されていないため、夏期は運休する。

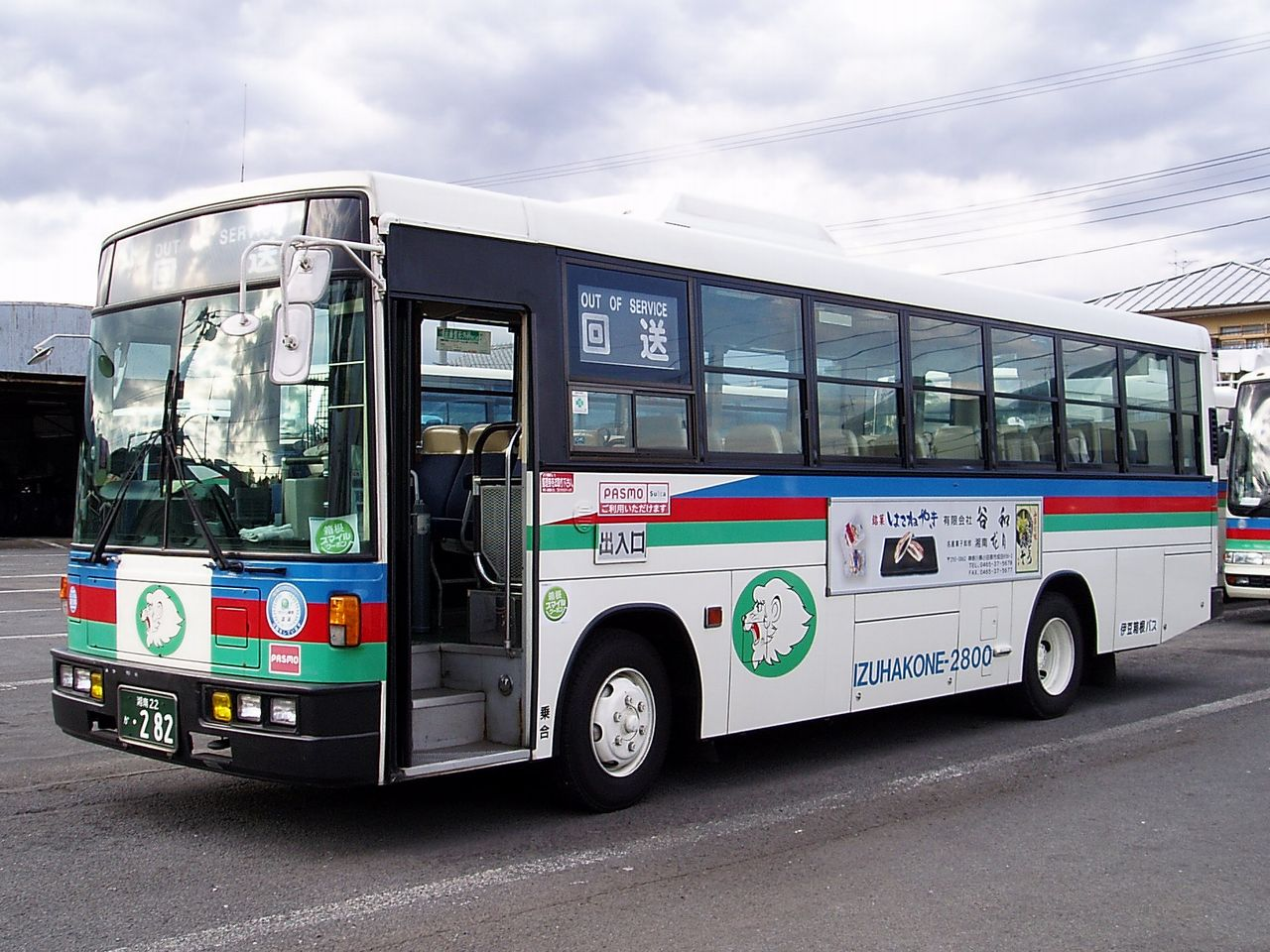
標準床の路線車両 2800(のちに特急バス専属車となったが現在は廃車済み)
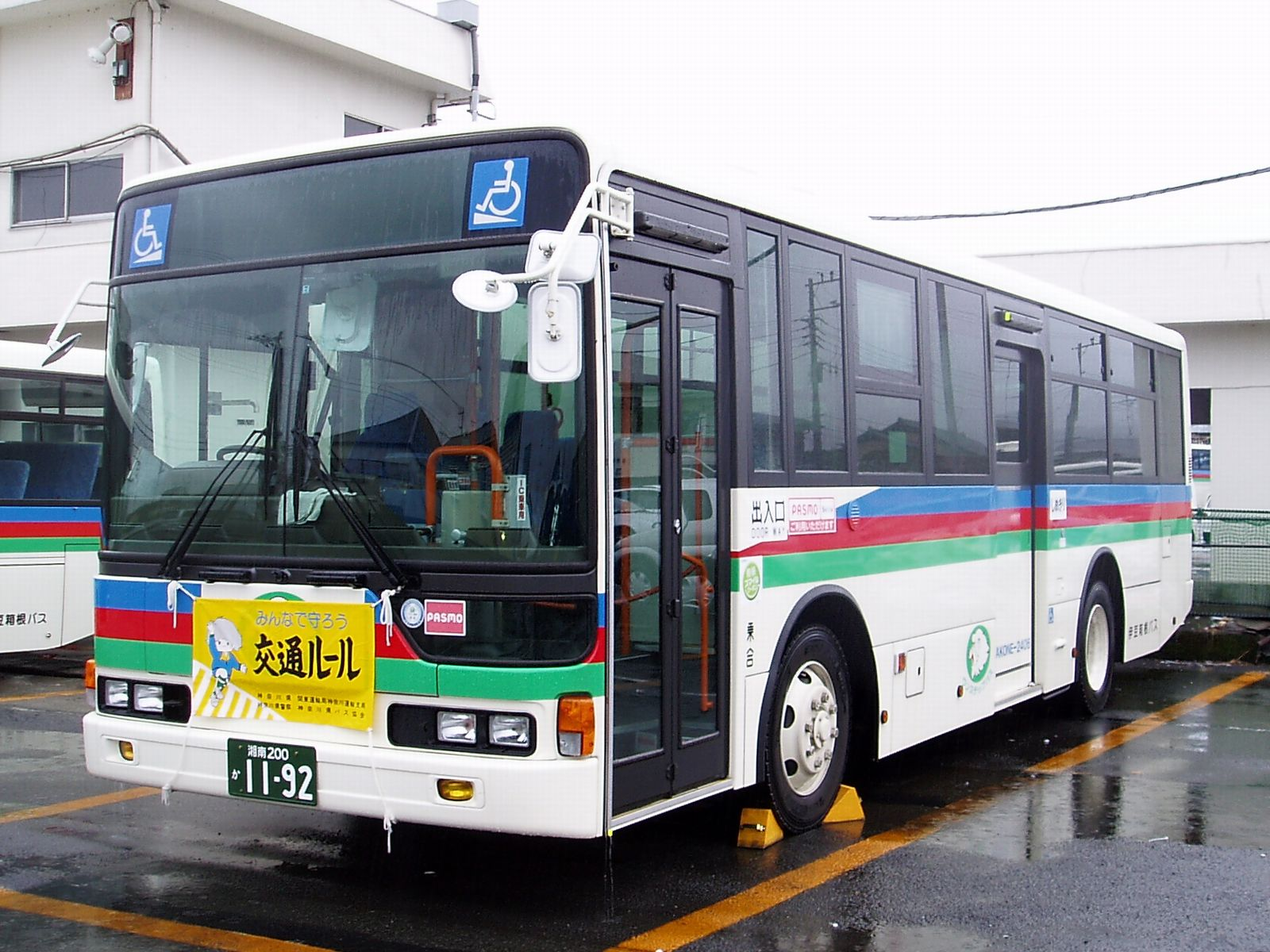
スペースランナー-Aワンステップバス 2406
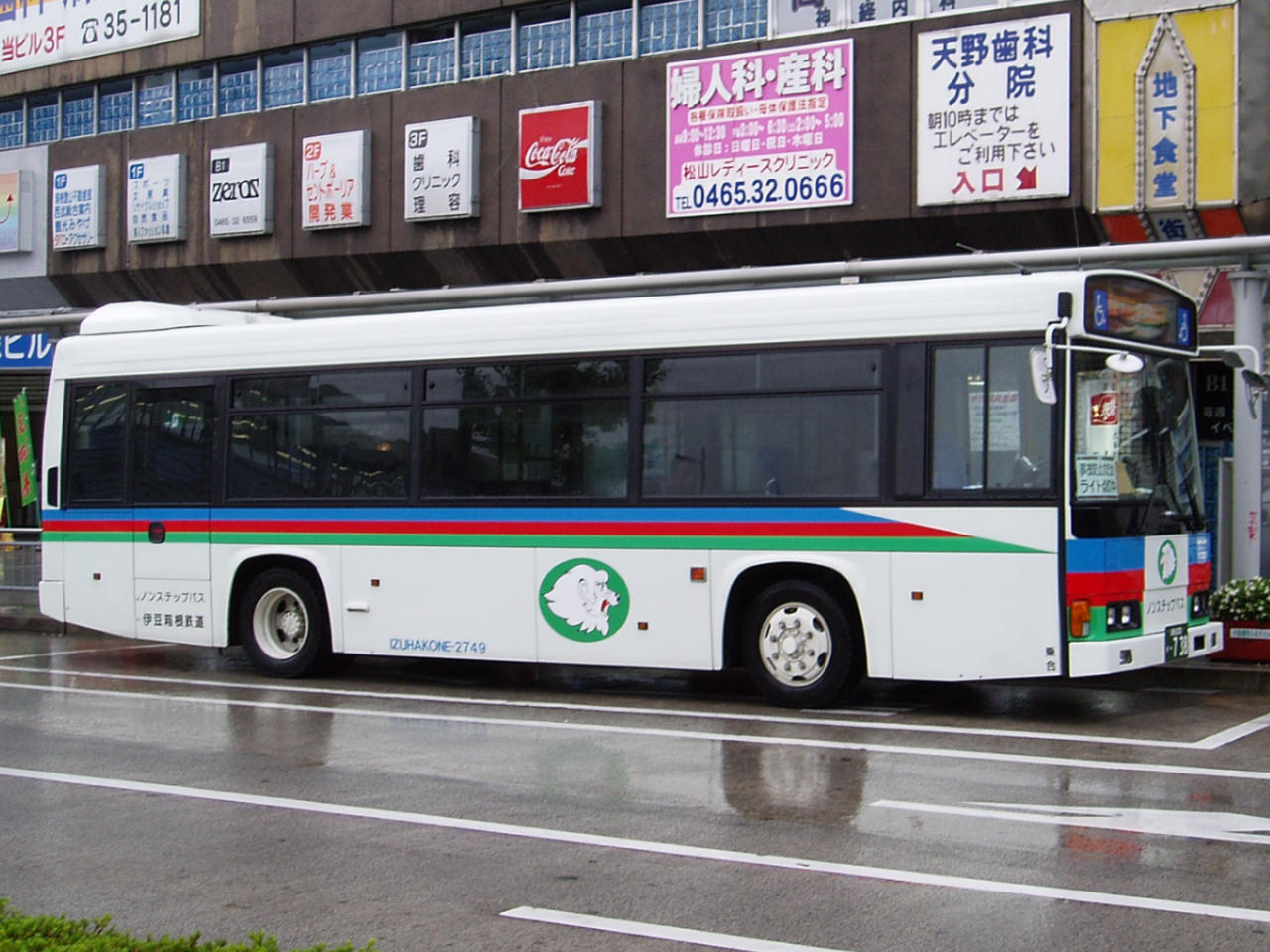
日野レインボーHRノンステップバス 2749 （ラブライブ2代目1号車化前）
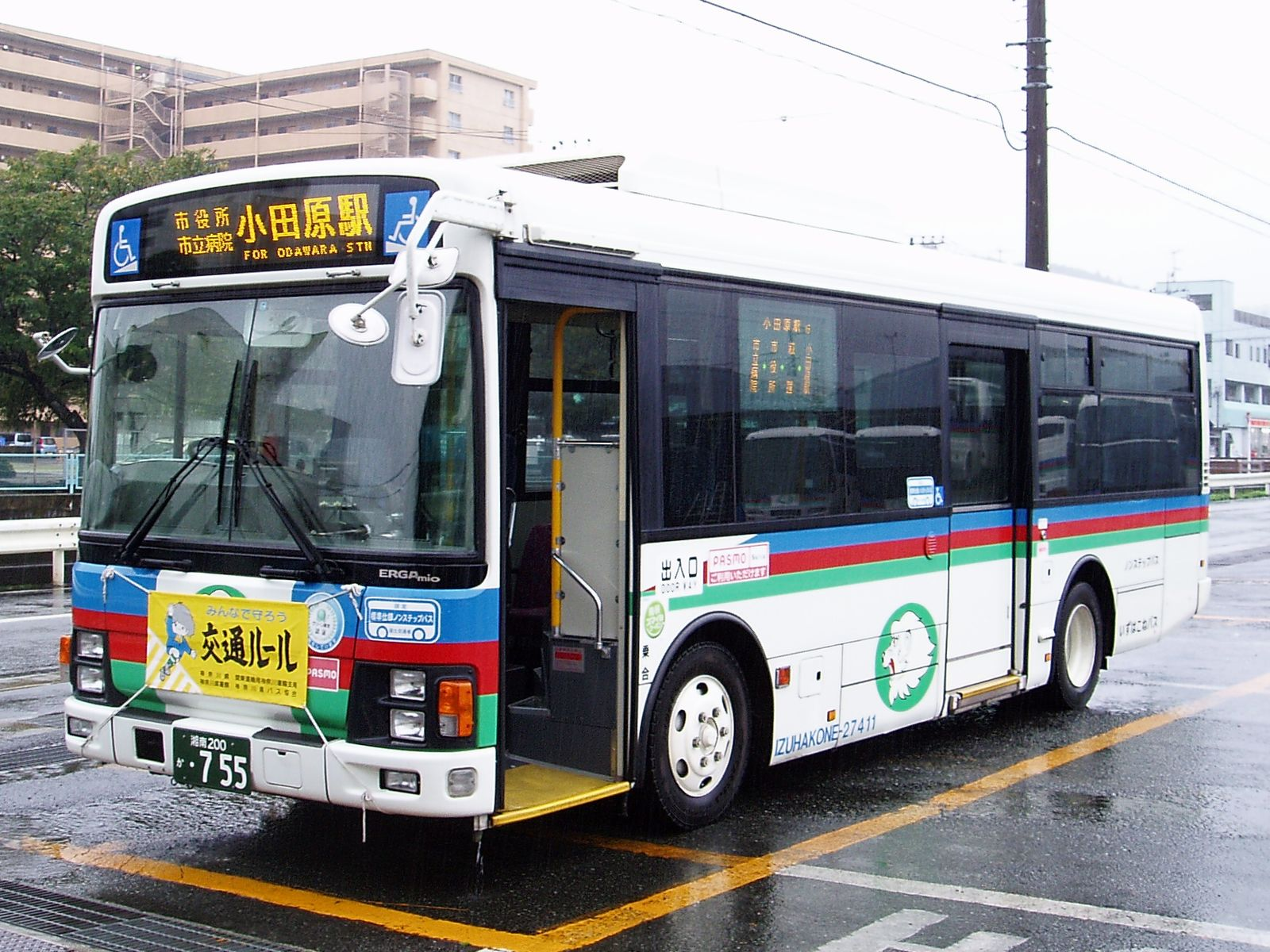
いすゞエルガミオノンステップバス 27411
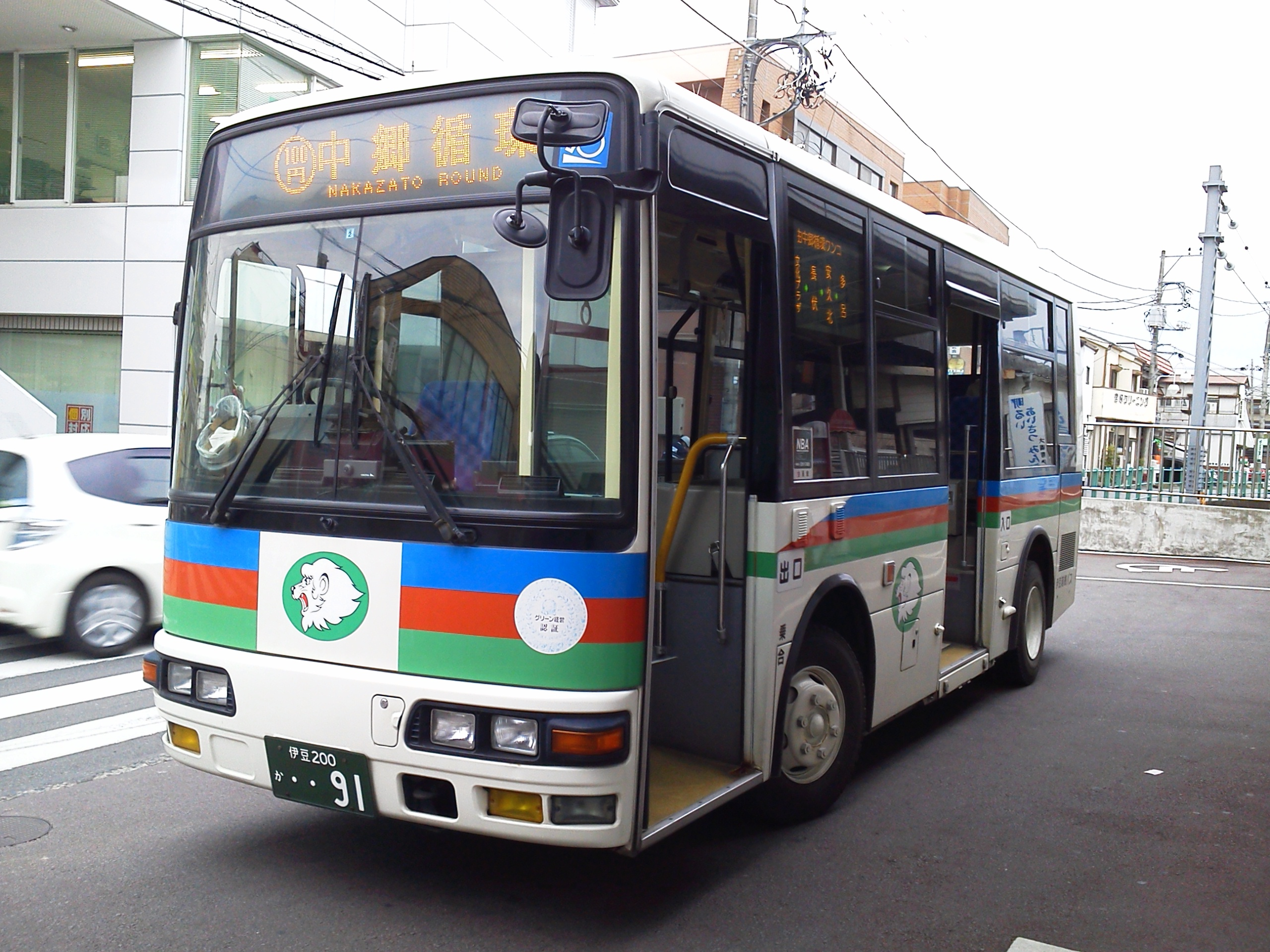
100円路線向けの三菱ふそうエアロミディMEノンステップバス 2061
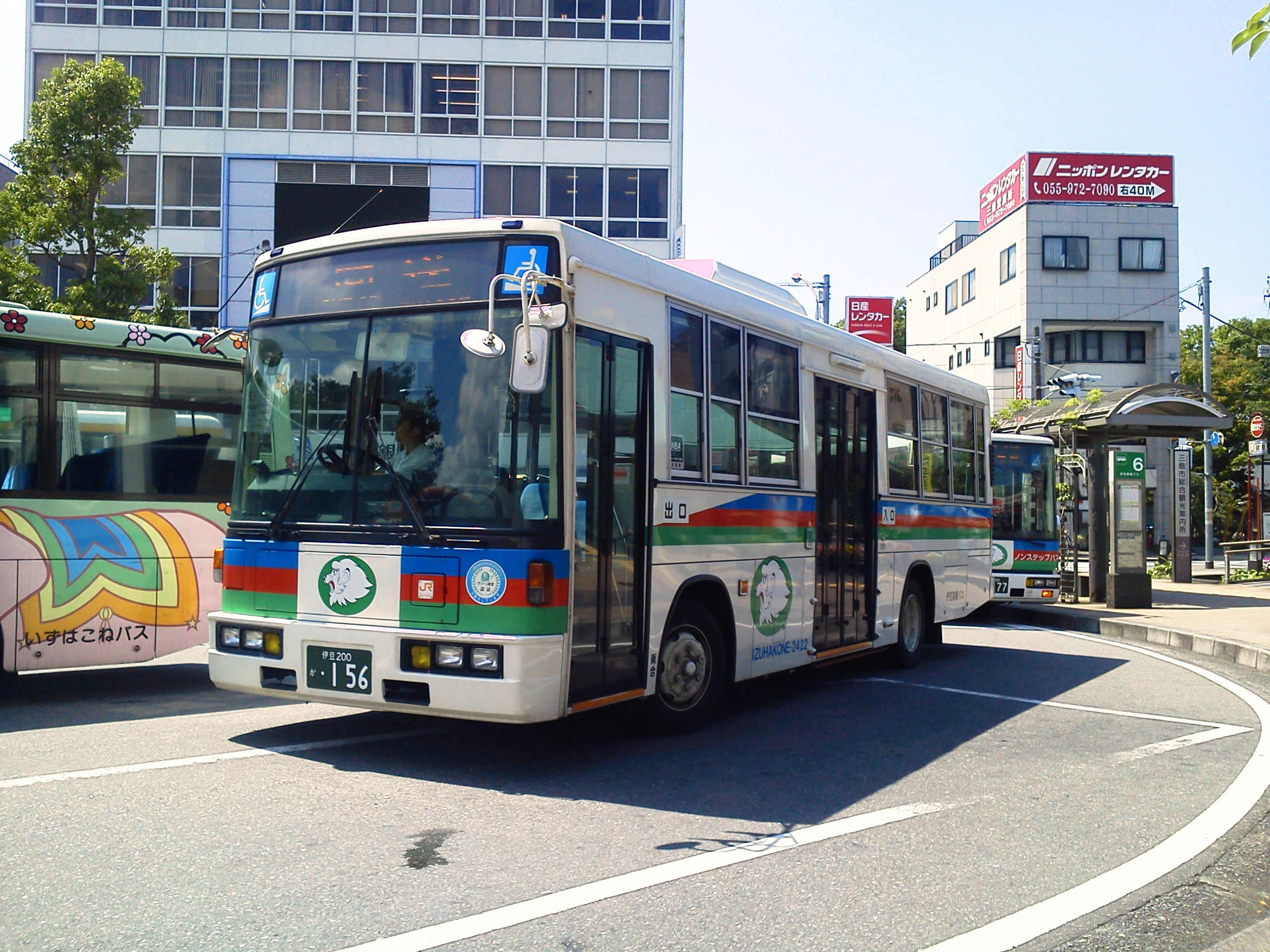
スペースランナー-RM ワンステップバス 2422 元西武バス
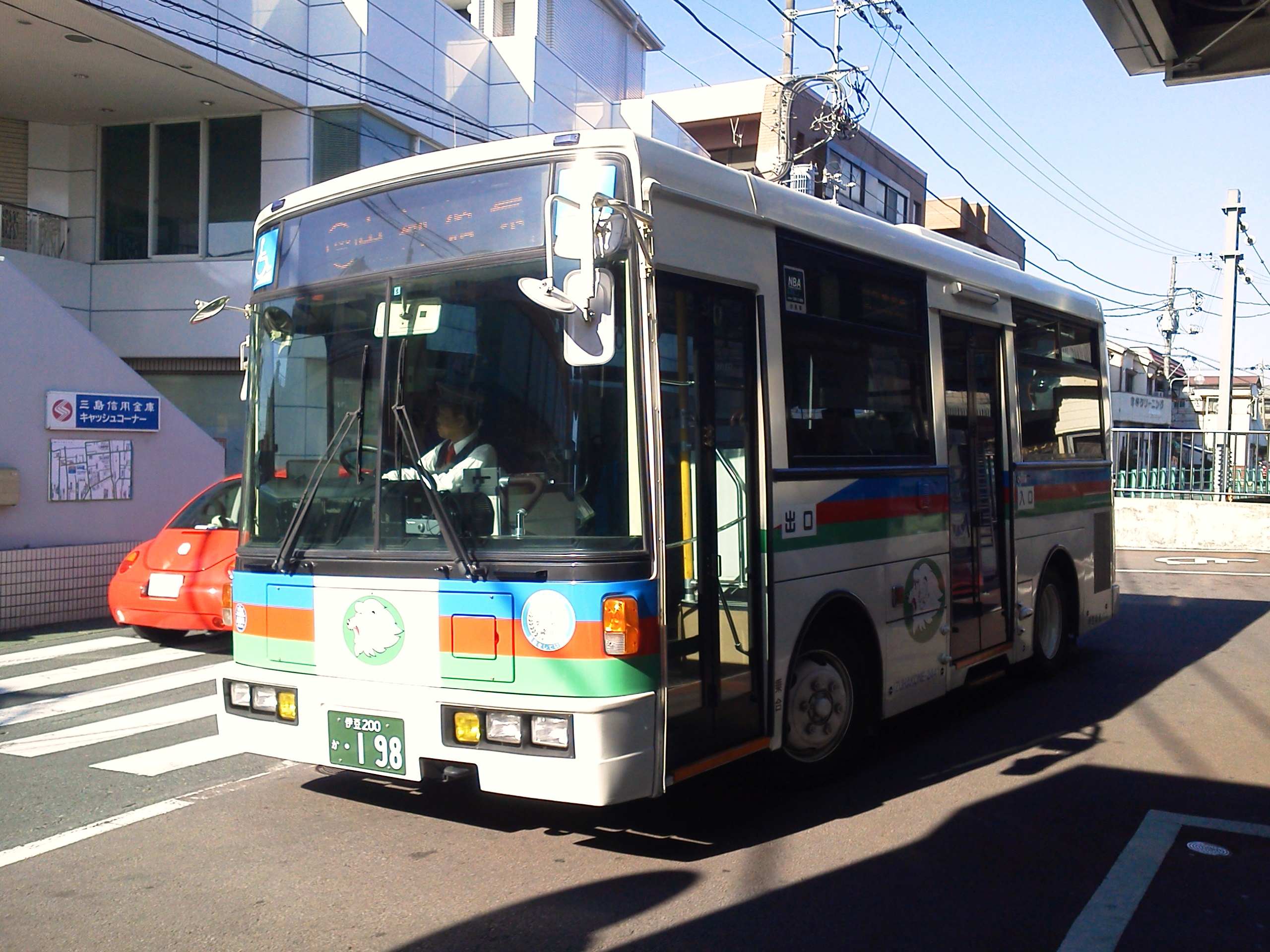
100円路線向け車両（スペースランナー-RN ワンステップバス） 2441 元西武バス
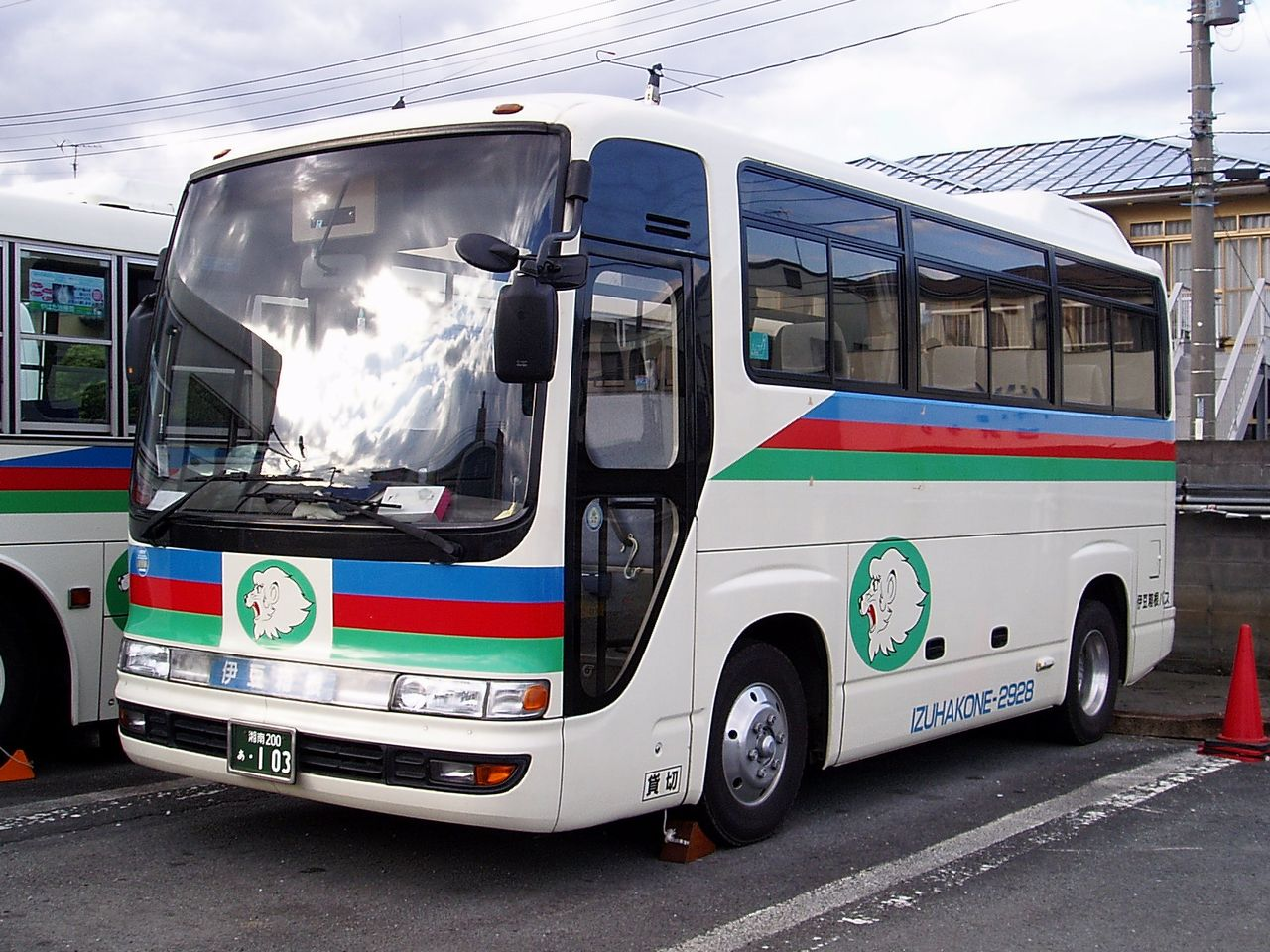
貸切車も日野車が増えている（日野・メルファ7） 2928
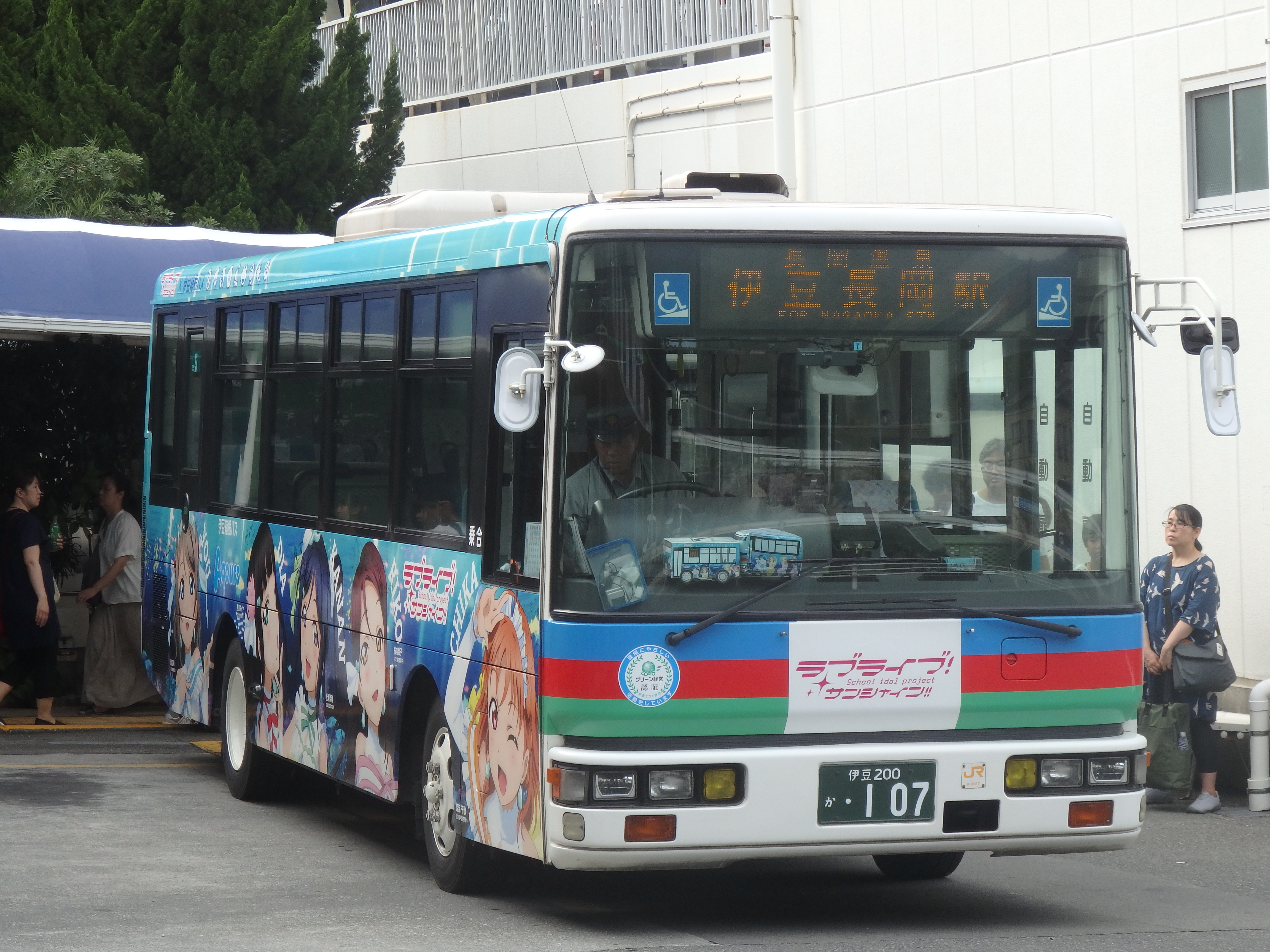
ラブライブ初代1号車（KK-RM系 ノンステップバス）2821
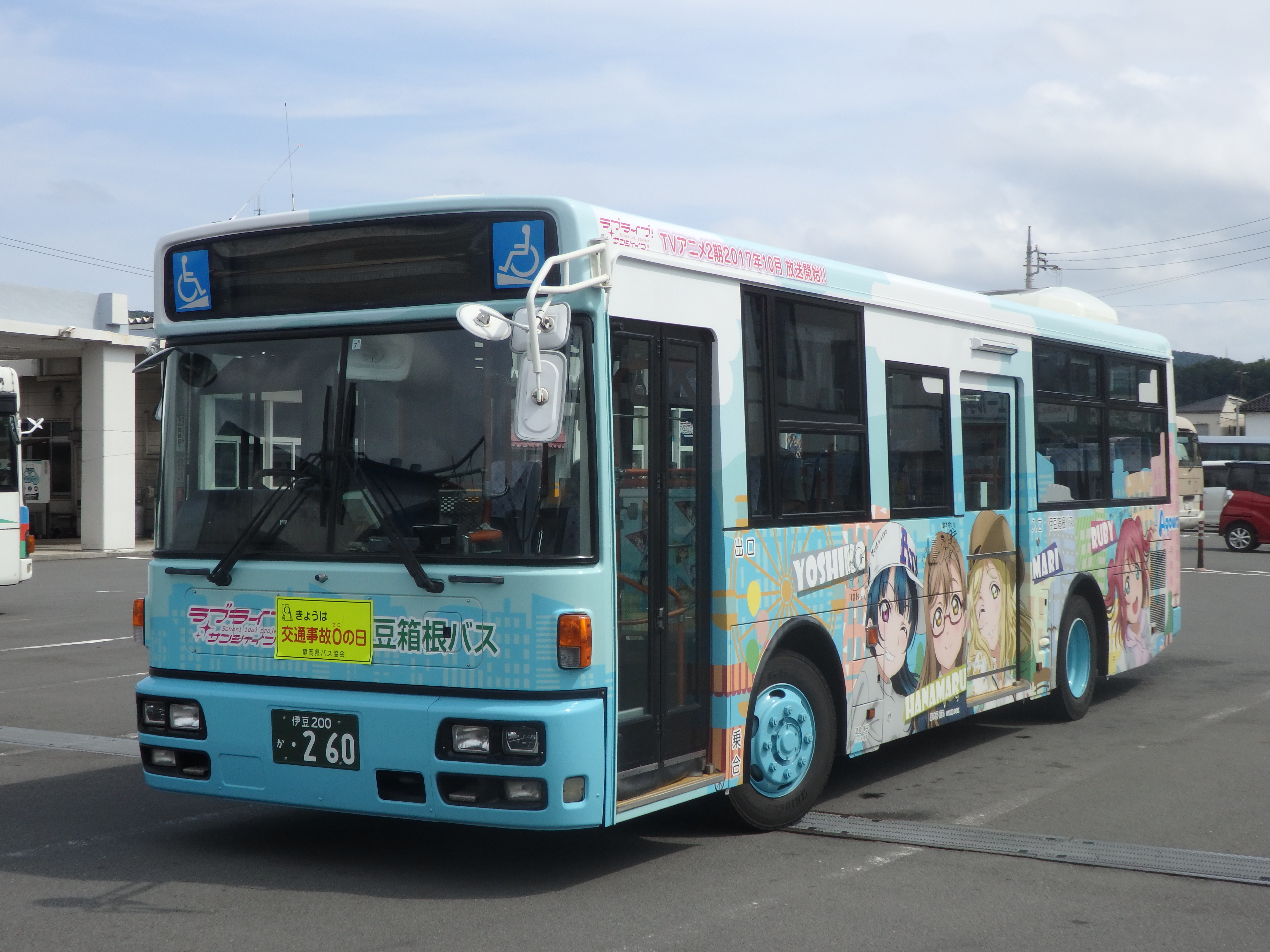
ラブライブ2号車（スペースランナーRM ノンステップバス）2504 元西武バス（ところバス）
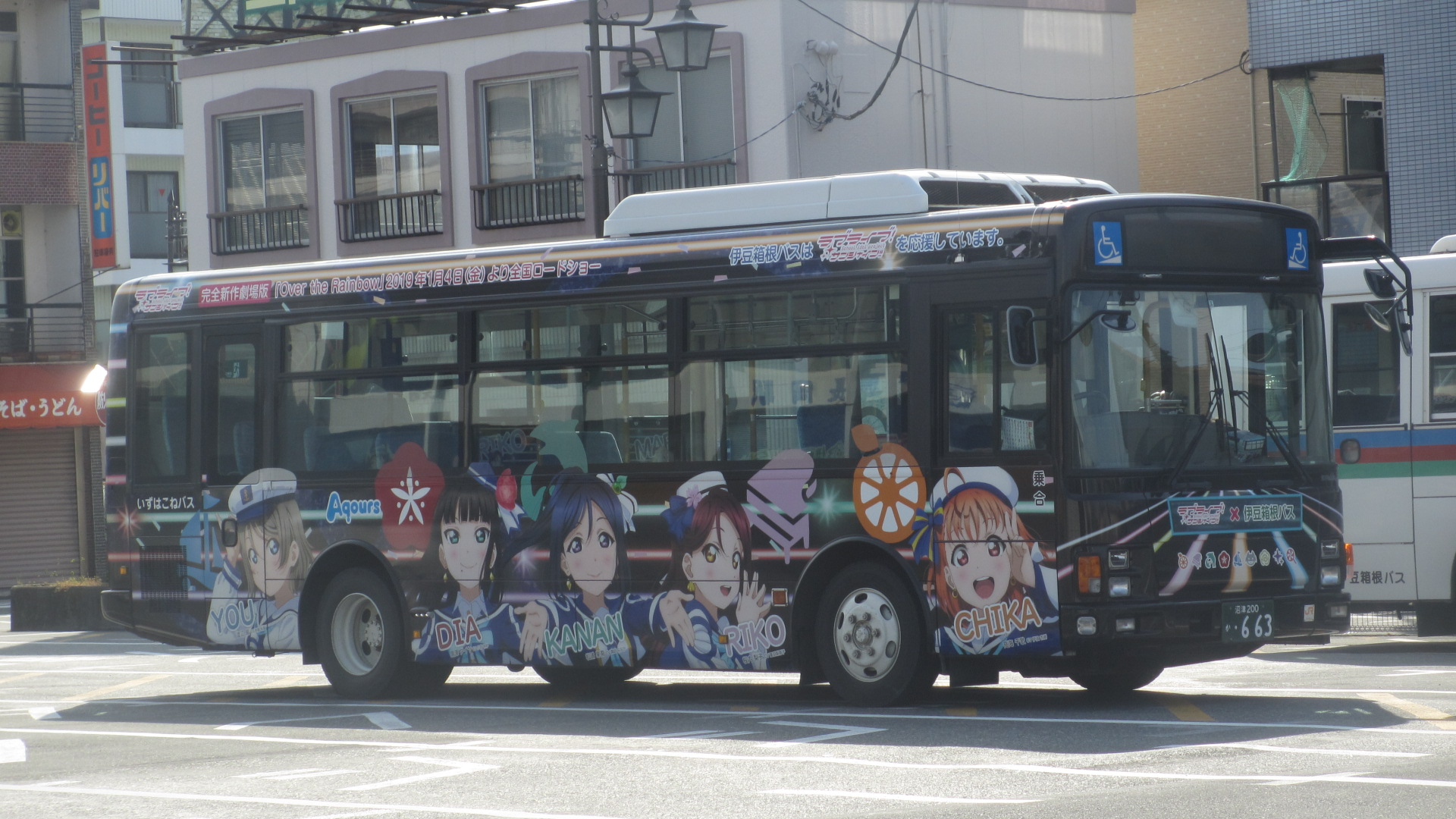
ラブライブ3号車（エルガミオ ノンステップバス）2843
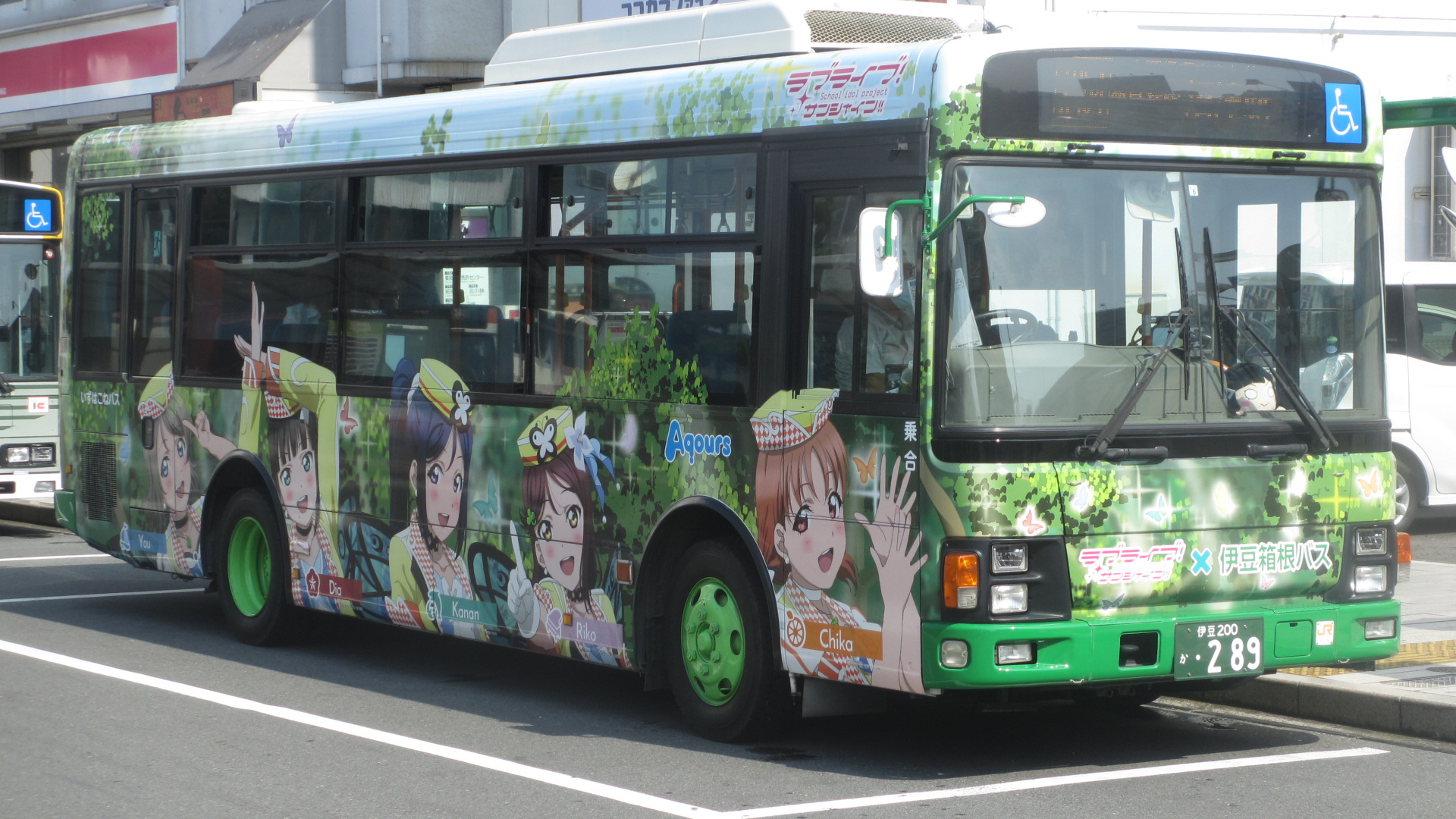
ラブライブ4号車（エルガミオ ノンステップバス）2527 元西武観光バス
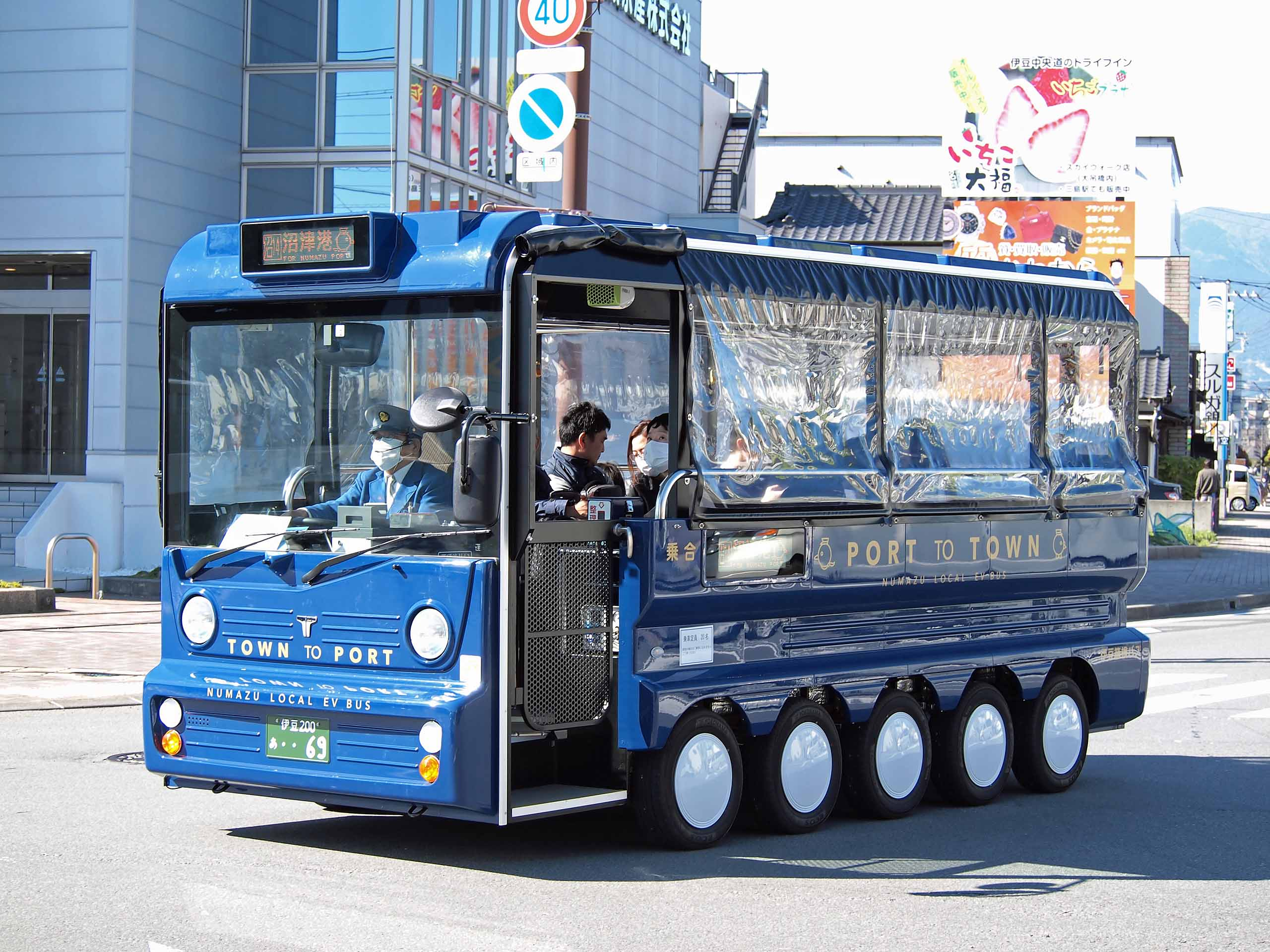
eCOM-10 社番不明